# El beso del vampiro (película de 1963)
Este artículo es para la película de 1963, para la película protagonizada por Nicolas Cage, véase Vampire's Kiss
El beso del vampiro (The Kiss of the Vampire en el original), también conocida como Kiss of Evil (El beso del mal) en su emisión por la televisión estadounidense, es una película británica de vampiros de 1963 de Hammer Film Productions. Fue dirigida por Don Sharp y escrita y producida por Anthony Hinds, acreditado bajo el seudónimo de John Elder.

## Trama
Gerald (Edward de Souza) y Marianne Harcourt (Jennifer Daniel), son una pareja de recién casados en la Baviera de principios del siglo XX que se ven atrapados por un culto de vampiros liderado por el Dr. Ravna (Noel Willman) y sus hijos Carl (Barry Warren) y Sabena (Jacquie Wallis).

## Reparto
- Clifford Evans como el Profesor Zimmer.
- Noel Willman como el Dr. Ravna
- Edward de Souza como Gerald Harcourt.
- Jennifer Daniel como Marianne Harcourt.
- Barry Warren como Carl Ravna.
- Brian Oulton como el primer discípulo.
- Noel Howlett como el Padre Xavier.
- Jacquie Wallis como Sabena Ravna.
- Peter Madden como Bruno.
- Isobel Black como Tania.
- Vera Cook como Anna.
- John Harvey como el sargento de policía.

## Trasfondo
Originalmente destinada a ser la tercera película de la serie sobre Drácula de la Hammer (que se inició con Drácula y fue seguida por Las novias de Drácula), supuso otro intento por parte de Hammer de hacer una secuela de Drácula sin Christopher Lee. En el guion final, Anthony Hinds no hace ninguna referencia a Drácula y amplía el enfoque utilizado en Las novias de Drácula que muestra el vampirismo como una enfermedad social que aqueja a los decadentes. La película empezó a rodarse el 7 de septiembre de 1962 en los Bray Studios.
Es el único papel acreditado en el cine de Jacquie Wallis, quien interpreta a Sabena.
El clímax de la película, que involucraba magia negra y enjambres de murciélagos, iba a ser el final de Las novias de Drácula, pero la estrella de la película Peter Cushing se opuso. De hecho, la novelizacion de Las Novias de Drácula terminar así.

## Versión Alternativa
Titulada Kiss of Evil para su emisión en la televisión estadounidense, Universal recortó tanto la película que hubo que filmar más material para rellenar. Se añadieron personajes adicionales —que no aparecen en ningún momento de la película—, y crear una nueva historia secundaria. Todas las escenas que mostraban sangre fueron sometidas a un nuevo montaje, empezando por la escena de los créditos que muestra sangre manando desde el ataúd de la hija de Zimmer y cómo se le clava una pala. En la versión televisada, además, nunca descubrimos qué es lo que ve Marianne detrás de la cortina y solo sabemos que la hace gritar. Dos de esos cortes dieron como resultado escenas que carecen de sentido: mientras que en la película Harcourt, tras liberarse las manos después de ser atacado por Tanya utiliza la sangre para pintarse en el pecho una forma de cruz, lo que le permite mantener alejados a los vampiros y escapar, la versión televisada omite la mancha de sangre, con lo que la inacción de los vampiros queda inexplicada.
El tiempo de proyección abreviado fue compensado por la adición de escenas de una familia que discute sobre la influencia del clan vampírico de Ravna, pero nunca interactúan con nadie en la película. La hija adolescente desprecia a su novio en favor de Carl Ravna (que no es mostrado en estas escenas), quien le ha dado una caja de música que toca la misma hipnótica melodía que toca en el piano en el resto de la película. Los padres de mediana edad son interpretados por Carl Esmond y Virginia Gregg (que ganó fama por interpretar la voz de Madre en tres de las películas de  Psicosis), mientras que su hija adolescente es interpretada por Sheila Welles.